# Gail Neall
Gail Neall (* 2. August 1955 in Sydney) ist eine ehemalige australische Schwimmerin.
Ihre stärksten Disziplinen waren die 200 m und 400 m Lagen sowie die 200 m Schmetterling. Bei den Olympischen Spielen 1972 in München wurde sie über 400 m Lagen Olympiasiegerin, stellte mit 5:02,97 Minuten zugleich einen Weltrekord auf, und verbesserte ihre persönliche Bestzeit um 7 Sekunden. Über 200 m Schmetterling konnte sie zwar den Endlauf erreichen, aber keine Medaille erringen. Nachdem sie bei den British Commonwealth Games 1974 nicht mehr an ihre Bestzeiten anknüpfen konnte, beendete sie ihre Laufbahn.
Im Jahr 1996 wurde sie in die Ruhmeshalle des internationalen Schwimmsports aufgenommen.